# Преторіус Мартинус Вессель
Преторіус Мартинус Вессель (нід. Marthinus Wessel Pretorius; 17 вересня  1819 — 19 травня  1901) — південноафриканський політичний діяч, лідер бурів. Перший президент Південно-Африканської республіки (Трансвааль) (1857—1860, 1864—1871), президент Помаранчевої Вільної держави (1860-1862). 
Син Андріса Преторіуса. 
У 1855 заснував місто Преторія (сучасна столиця Південно-Африканської Республіки). 
Прихильник і провідник ідеї об'єднання бурських республік - Трансвааля та Оранжевої Вільної держави.